# Liste der Kulturdenkmäler in Bad Soden-Salmünster
Die folgende Liste enthält die in der Denkmaltopographie ausgewiesenen Kulturdenkmäler auf dem Gebiet  der  Stadt Bad Soden-Salmünster, Main-Kinzig-Kreis, Hessen.
Hinweis: Die Reihenfolge der Denkmäler in dieser Liste orientiert sich zunächst an Stadtteilen und anschließend der Anschrift, alternativ ist sie auch nach der Bezeichnung, der vom Landesamt für Denkmalpflege vergebenen Nummer oder der Bauzeit sortierbar.
Kulturdenkmäler werden fortlaufend im Denkmalverzeichnis des Landes Hessen durch das Landesamt für Denkmalpflege Hessen auf Basis des Hessischen Denkmalschutzgesetzes (HDSchG) geführt. Die Schutzwürdigkeit eines Kulturdenkmals hängt nicht von der Eintragung in das Denkmalverzeichnis des Landes Hessen oder der Veröffentlichung in der Denkmaltopographie ab.

Das Denkmalverzeichnis für diesen Bereich liegt noch nicht vor. Die bisher bekannten Bau- und Kunstdenkmäler hat das Landesamt für Denkmalpflege Hessen in sogenannten Arbeitslisten erfasst. Den Arbeitslisten liegen Erkenntnisse aus Akten, Ortsbegehungen und Denkmalinventaren, jedoch keine neuere systematische Forschung, zugrunde. Die Benehmensherstellung mit der Gemeinde gemäß § 11 Abs. 1 HDSchG ist noch nicht erfolgt.
Das Vorhandensein oder Fehlen eines Objekts in dieser Liste ist keine rechtsverbindliche Auskunft darüber, ob es Kulturdenkmal ist oder nicht: Diese Liste entspricht möglicherweise nicht dem aktuellen Stand der offiziellen Denkmaltopographie. Diese ist für Hessen in den entsprechenden Bänden der Denkmaltopographie Bundesrepublik Deutschland und im Internet unter DenkXweb – Kulturdenkmäler in Hessen einsehbar. Auch diese Quellen sind, obwohl sie durch das Landesamt für Denkmalpflege Hessen aktualisiert werden, nicht immer aktuell, da es im Denkmalbestand immer wieder Änderungen gibt.
Eine verbindliche Auskunft erteilt allein das Landesamt für Denkmalpflege Hessen.
Nutze diese Kartenansicht, um Koordinaten in der Liste zu setzen. In dieser Kartenansicht sind Kulturdenkmale ohne Koordinaten mit einem roten bzw. orangen Marker dargestellt und können in der Karte gesetzt werden. Kulturdenkmale ohne Bild sind mit einem blauen bzw. roten Marker gekennzeichnet, Kulturdenkmale mit Bild mit einem grünen bzw. orangen Marker.

## Gesamtanlagen
| Bild            | Bezeichnung                        | Lage | Beschreibung                                              | Bauzeit | Objekt-Nr. |
| --------------- | ---------------------------------- | --- | --------------------------------------------------------- | ------- | ---------- |
| Bild gesucht BW | In der Salz                        | Bad Soden: Gerhard-Radke-Straße 8–22, 15 (Ecke Sprudelallee), In der Salz 1–9, 2–6 Lage |                                                           |         | 826483 DDB |
| Bild gesucht BW | Alter Ortskern                     | Bad Soden: Am Zehnthof 1 –3, Dippenmarkt, Entengasse 1 –5, 2 –10, Honiggasse, Linsehof 2 –6, Pacificusplatz vollständig, Pacificusstraße 1 –7, 2 –14, Rathausplatz vollständig, Romsthaler Straße 9 –23, 14 –30, Stolzenberg Lage |                                                           |         | 826482 DDB |
| Bild gesucht BW | Klinikbetrieb Ende 19. Jahrhundert | Bad Soden Lage |                                                           |         | 826536 DDB |
| Bild gesucht BW | Alter Ortskern                     | Romrod Lage |                                                           |         | 826120 DDB |
| Bild gesucht BW | Alter Stadtkern                    | Salmünster Lage | mit Ummauerung einschließlich der Wall- und Grabenanlagen |         | 826128 DDB |

## Kulturdenkmäler nach Stadtteilen

### Ahl
| Bild            | Bezeichnung                                      | Lage                                                 | Beschreibung                      | Bauzeit | Objekt-Nr. |
| --------------- | ------------------------------------------------ | ---------------------------------------------------- | --------------------------------- | ------- | ---------- |
| Bild gesucht BW | Bildstock                                        | Am Steinküppel LageFlur: 8, Flurstück: 3             |                                   |         | 826531 DDB |
| Bild gesucht BW |                                                  | Auweg 4 LageFlur: 7, Flurstück: 29                   |                                   |         | 826106 DDB |
| Bild gesucht BW | Bildstock                                        | Dorfstraße LageFlur: 7, Flurstück: 69                |                                   |         | 826529 DDB |
| Bild gesucht BW |                                                  | Dorfstraße 6 LageFlur: 7, Flurstück: 30              |                                   |         | 826881 DDB |
| Bild gesucht BW | Hochbehälter                                     | Erlesbach LageFlur: 8, Flurstück: 21                 |                                   |         | 826530 DDB |
| weitere Bilder  | Katholische Kirche Unbefleckte Empfängnis Mariae | Erlesbachstraße 1 LageFlur: 7, Flurstück: 52         | Katholische Kirche mit Stützmauer |         | 826484 DDB |
| Bildstock       | Bildstock                                        | Erlesbachstraße 1 LageFlur: 7, Flurstück: 52         |                                   |         | 826528 DDB |
| Bild gesucht BW | Backhaus                                         | Kinzigstraße 12 LageFlur: 7, Flurstück: 13           |                                   |         | 826527 DDB |
| Bild gesucht BW |                                                  | Leipziger Straße 19 LageFlur: 7, Flurstück: 50/2, 51 |                                   |         | 826880 DDB |
| weitere Bilder  | Gedenkkreuz                                      | Leipziger Straße 26 LageFlur: 7, Flurstück: 35       |                                   |         | 826107 DDB |
| Bild gesucht BW | Ehemalige Schule                                 | Schulstraße 9 LageFlur: 6, Flurstück: 100            |                                   |         | 826108 DDB |

### Alsberg
| Bild            | Bezeichnung                      | Lage                                                                   | Beschreibung               | Bauzeit | Objekt-Nr. |
| --------------- | -------------------------------- | ---------------------------------------------------------------------- | -------------------------- | ------- | ---------- |
| Bild gesucht BW | Ehem. Hirtenhaus                 | Birkenhainer Straße 18 (ehem. Ringstr. 7) LageFlur: 2, Flurstück: 44/5 |                            |         | 826100 DDB |
| Bild gesucht BW | Ehem. Forstgehöft                | Forsthausstraße LageFlur: 2, Flurstück: 63/3                           | Forsthaus mit Nebengebäude |         | 826101 DDB |
| Bild gesucht BW | Brunnen                          | Im Oberdorf LageFlur: 2, Flurstück: 38                                 |                            |         | 826535 DDB |
| Bild gesucht BW | Katholische Heilig-Kreuz-Kapelle | Kapellenweg 1 LageFlur: 2, Flurstück: 1/2                              | Wallfahrtskirche           |         | 826102 DDB |
| Bild gesucht BW | Bildstock 'Jägers-Heiligen'      | Matzenbach-Rauhenberg LageFlur: 19, Flurstück: 1                       |                            |         | 826878 DDB |
| Bild gesucht BW |                                  | Ringstraße 11 LageFlur: 2, Flurstück: 57/1                             |                            |         | 826533 DDB |
| Bild gesucht BW | Ehemalige Schule                 | Ringstraße 18 LageFlur: 3, Flurstück: 309/96                           |                            |         | 826532 DDB |
| Bild gesucht BW | Friedhofskreuz                   | Waldäcker LageFlur: 3, Flurstück: 269/117                              |                            |         | 826534 DDB |

### Bad Soden
| Bild                                   | Bezeichnung                            | Lage                                                                                             | Beschreibung | Bauzeit | Objekt-Nr. |
| -------------------------------------- | -------------------------------------- | ------------------------------------------------------------------------------------------------ | ------------ | ------- | ---------- |
| Bild gesucht BW                        | Aussegnungshalle                       | Am Weidengraben LageFlur: 6, Flurstück: 134/1                                                    |              |         | 826105 DDB |
| weitere Bilder                         | Wohnhaus                               | Am Zehnthof 1 LageFlur: 14, Flurstück: 47                                                        |              |         | 826104 DDB |
| Bild gesucht BW                        | Sprudel I                              | Badestraße LageFlur: 14, Flurstück: 159                                                          |              |         | 843356 DDB |
| weitere Bilder                         | Villa Luise                            | Badestraße 4 LageFlur: 14, Flurstück: 160/1                                                      |              |         | 826457 DDB |
| Bild gesucht BW                        | Brunnenhaus                            | Bornweg LageFlur: 10, Flurstück: 43/30                                                           |              |         | 826474 DDB |
| Villa Elisabeth                        | Villa Elisabeth                        | Bornweg 1 LageFlur: 10, Flurstück: 30                                                            |              |         | 826472 DDB |
| Bild gesucht BW                        | Villa Huttental                        | Bornweg 5 LageFlur: 10, Flurstück: 41/1                                                          |              |         | 826473 DDB |
| Bild gesucht BW                        | Forsthaus                              | Bornweg 26 LageFlur: 8, Flurstück: 89                                                            |              |         | 826537 DDB |
| Gasthaus Zur Hoffnung                  | Gasthaus Zur Hoffnung                  | Brückenstraße 17 LageFlur: 14, Flurstück: 237/17, 97                                             |              |         | 826538 DDB |
| Bild gesucht BW                        | Grenzstein                             | Brüder-Grimm-Straße 15 LageFlur: 17, Flurstück: 97/5                                             |              |         | 826495 DDB |
| Bild gesucht BW                        | Konzerthalle                           | Frowin-von-Hutten-Straße LageFlur: 17, Flurstück: 41/5                                           |              |         | 826488 DDB |
| Bild gesucht BW                        | Gasthaus                               | Gerhard-Radke-Straße 1 LageFlur: 14, Flurstück: 19/1                                             |              |         | 826471 DDB |
| Bild gesucht BW                        |                                        | In der Salz 5/7 LageFlur: 10, Flurstück: 18/1, 18/4, 19/2                                        |              |         | 826539 DDB |
| Bild gesucht BW                        | Fachwerkwohnhaus                       | In der Salz 6 LageFlur: 10, Flurstück: 4                                                         |              |         | 826479 DDB |
| Bild gesucht BW                        | Einseithof                             | In der Salz 9 LageFlur: 10, Flurstück: 20                                                        |              |         | 826179 DDB |
| Bild gesucht BW                        | Sandsteinpfosten                       | Pacificusplatz LageFlur: 15, Flurstück: 10                                                       |              |         | 826541 DDB |
| Bild gesucht BW                        | Katholisches Pfarrhaus                 | Pacificusplatz 1 LageFlur: 15, Flurstück: 3                                                      |              |         | 826462 DDB |
| weitere Bilder                         | Katholische Pfarrkirche St. Laurentius | Bad Soden, Pacificusplatz 2 LageFlur: 15, Flurstück: 4                                           |              |         | 826461 DDB |
| Ehemalige Schule                       | Ehemalige Schule                       | Pacificusplatz 6 LageFlur: 15, Flurstück: 12                                                     |              |         | 826460 DDB |
| Ehemaliger Marstall                    | Ehemaliger Marstall                    | Pacificusstraße 2/4 LageFlur: 15, Flurstück: 13/1, 14/2                                          |              |         | 826458 DDB |
| weitere Bilder                         | Huttenschloss                          | Pacificusstraße 6 LageFlur: 15, Flurstück: 22/15                                                 |              |         | 826459 DDB |
| Bild gesucht BW                        |                                        | Pacificusstraße 11 LageFlur: 7, Flurstück: 89                                                    |              |         | 826883 DDB |
| St. Marienklinik mit Pacificus-Sprudel | St. Marienklinik mit Pacificus-Sprudel | Pacificusstraße 14 LageFlur: 15, Flurstück: 25/4                                                 |              |         | 826481 DDB |
| Bild gesucht BW                        | Wegekapelle                            | Pacificusstraße 31 LageFlur: 6, Flurstück: 76                                                    |              |         | 826544 DDB |
| weitere Bilder                         | Ehemaliges Rathaus                     | Rathausplatz 1 LageFlur: 14, Flurstück: 175/2                                                    |              |         | 826456 DDB |
| Bild gesucht BW                        | Ehemalige Zehntscheune                 | Romsthaler Straße LageFlur: 14, Flurstück: 30/1, 30/2                                            |              |         | 826468 DDB |
| Bild gesucht BW                        | Reste eines Eingangsportals            | Romsthaler Straße 4 LageFlur: 15, Flurstück: 22/13                                               |              |         | 826467 DDB |
| weitere Bilder                         | Wohnhaus                               | Romsthaler Straße 18 LageFlur: 14, Flurstück: 180/2                                              |              |         | 826463 DDB |
|                                        |                                        | Romsthaler Straße 21 LageFlur: 14, Flurstück: 64/4                                               |              |         | 826455 DDB |
| Bild gesucht BW                        |                                        | Romsthaler Straße 37 LageFlur: 14, Flurstück: 25/1                                               |              |         | 826469 DDB |
| Bild gesucht BW                        | Missionskreuz                          | Romsthaler Straße (bei Nr. 52) LageFlur: 14, Flurstück: 224/3                                    |              |         | 826470 DDB |
| Bild gesucht BW                        | Brücke                                 | Bad Soden, Salz LageFlur: 12, Flurstück: 30/5                                                    |              |         | 843342 DDB |
| Bild gesucht BW                        | Ehrenmal                               | Sebastian-Herbst-Straße LageFlur: 12, Flurstück: 4/3                                             |              |         | 826464 DDB |
| weitere Bilder                         | Schule                                 | Sebastian-Herbst-Straße 8 LageFlur: 12, Flurstück: 4/6                                           |              |         | 826465 DDB |
| weitere Bilder                         | Wohnhaus                               | Sprudelallee 9 LageFlur: 12, Flurstück: 20/5                                                     |              |         | 826475 DDB |
|                                        |                                        | Sprudelallee 15, Sprudelallee LageFlur: 12, Flurstück: 18, 19                                    |              |         | 826476 DDB |
| Ehem. Möbelfabrik Herbst               | Ehem. Möbelfabrik Herbst               | Sprudelallee 19, Turnerweg 15, Sprudelallee LageFlur: 12, Flurstück: 10/5, 10/6, 14, 15/10, 16/1 |              |         | 826477 DDB |
| weitere Bilder                         |                                        | Sprudelallee 23 LageFlur: 12, Flurstück: 8                                                       |              |         | 826478 DDB |
| Bild gesucht BW                        | Villa Stolzenthal                      | Sprudelallee 35 LageFlur: 13, Flurstück: 7/8                                                     |              |         | 826542 DDB |
| weitere Bilder                         | Ruine Stolzenberg                      | Stolzenberg LageFlur: 7, Flurstück: 92, 93, 94, 95                                               |              |         | 826454 DDB |
| Bild gesucht BW                        | Kalvarienberg                          | Stolzenberg LageFlur: 7, Flurstück: 95                                                           |              |         | 826540 DDB |
| Bild gesucht BW                        | Ehem. Laurentius-Friedhof              | Stolzenberg LageFlur: 15, Flurstück: 5                                                           |              |         | 843347 DDB |
| Bild gesucht BW                        | Wegekreuz                              | Turnerweg LageFlur: 12, Flurstück: 27/14                                                         |              |         | 826466 DDB |
| weitere Bilder                         | Evangelische Erlöserkirche             | Weilersweg 4 LageFlur: 11, Flurstück: 14/6                                                       |              |         | 826522 DDB |

### Eckardroth
| Bild            | Bezeichnung        | Lage                                          | Beschreibung | Bauzeit | Objekt-Nr. |
| --------------- | ------------------ | --------------------------------------------- | ------------ | ------- | ---------- |
| Bild gesucht BW | Wegekreuz          | Hauptstraße 11 LageFlur: 3, Flurstück: 53/2   |              |         | 826545 DDB |
| Bild gesucht BW |                    | Hauptstraße 12 LageFlur: 3, Flurstück: 30     |              |         | 826547 DDB |
| Bild gesucht BW | Brunnen            | Im Dorf LageFlur: 3, Flurstück: 23/11         |              |         | 826109 DDB |
| Bild gesucht BW | Ehrenmal           | Im Dorf LageFlur: 3, Flurstück: 61/1          |              |         | 826110 DDB |
| Bild gesucht BW | Jüdischer Friedhof | Im Dorf LageFlur: 3, Flurstück: 218, 314/9    |              |         | 826546 DDB |
| Bild gesucht BW | Leichenhalle       | Lange Striegel 1 LageFlur: 2, Flurstück: 19/3 |              |         | 826726 DDB |
| Bild gesucht BW | Mariengrotte       | Mariengrotte LageFlur: 3, Flurstück: 23/10    |              |         | 844114 DDB |
| Bild gesucht BW | Bildstock          | Oberweg LageFlur: 3, Flurstück: 226/19        |              |         | 826111 DDB |

### Hausen
| Bild            | Bezeichnung                     | Lage                                                   | Beschreibung                                  | Bauzeit | Objekt-Nr. |
| --------------- | ------------------------------- | ------------------------------------------------------ | --------------------------------------------- | ------- | ---------- |
| Bild gesucht BW | Forstgehöft                     | Am Heidegraben 1 LageFlur: 1, Flurstück: 93            |                                               |         | 826113 DDB |
| Bild gesucht BW | Forstgehöft                     | Am Heidegraben 3 LageFlur: 1, Flurstück: 93            |                                               |         | 826113 DDB |
| Bild gesucht BW | Schlossmühle                    | Häuserdickstraße 2 LageFlur: 1, Flurstück: 133         |                                               |         | 826549 DDB |
| Bild gesucht BW | Betriebsgraben der Schlossmühle | An der Schloßmühle LageFlur: 1, Flurstück: 134         |                                               |         | 826549 DDB |
| Schloss Hausen  | Schloss Hausen                  | Häuserdickstraße 4 LageFlur: 1, Flurstück: 32          | Schlossanlage mit Freiflächen und Einfriedung |         | 826551 DDB |
| Bild gesucht BW | Hautzenmühle                    | Hautzenmühle LageFlur: 1, Flurstück: 162/3             |                                               |         | 826112 DDB |
| Bild gesucht BW | Betriebsgraben der Hautzenmühle | An der Hautzenmühle LageFlur: 1, Flurstück: 161/2      |                                               |         | 826112 DDB |
| Bild gesucht BW | Brücke                          | Klingbach LageFlur: 1, Flurstück: 116/1                |                                               |         | 826550 DDB |
| Bild gesucht BW | Bildstock                       | Schloßmühle LageFlur: 1, Flurstück: 31                 |                                               |         | 826115 DDB |
| Bild gesucht BW | Ehemalige Zehntscheune          | Spessartstraße LageFlur: 1, Flurstück: 25/1            |                                               |         | 826511 DDB |
| Bild gesucht BW | Ehemals Amtskellerei            | Spessartstraße 40/42 LageFlur: 1, Flurstück: 53/15, 55 |                                               |         | 826114 DDB |

### Katholisch-Willenroth
| Bild            | Bezeichnung                | Lage                                                   | Beschreibung | Bauzeit | Objekt-Nr. |
| --------------- | -------------------------- | ------------------------------------------------------ | ------------ | ------- | ---------- |
| Bild gesucht BW |                            | Aloysius-Lauer-Straße 1 LageFlur: 1, Flurstück: 1/3    |              |         | 826553 DDB |
| Bild gesucht BW |                            | Aloysius-Lauer-Straße 3 LageFlur: 1, Flurstück: 37/1   |              |         | 826552 DDB |
| Bild gesucht BW | Kath. St. Elisabeth-Kirche | An der Kirche 3 LageFlur: 1, Flurstück: 31             |              |         | 826554 DDB |
| Bild gesucht BW | Ehrenmal                   | An der Kirche 3 LageFlur: 1, Flurstück: 31             |              |         | 826555 DDB |
| Bild gesucht BW | Sühnekreuz                 | An der Kirche 3 LageFlur: 1, Flurstück: 31             |              |         | 826116 DDB |
| Bild gesucht BW | Friedhofskreuz             | An der Kirche 5 LageFlur: 1, Flurstück: 32             |              |         | 826556 DDB |
| Bild gesucht BW |                            | Birsteiner Straße 9 LageFlur: 7, Flurstück: 68         |              |         | 826879 DDB |
| Bild gesucht BW | Wegekreuz                  | Vogelsbergstraße LageFlur: 1, Flurstück: 9/1           |              |         | 826558 DDB |
| Bild gesucht BW |                            | Vogelsbergstraße 5 LageFlur: 1, Flurstück: 2/5         |              |         | 826557 DDB |
| Bild gesucht BW |                            | Vogelsbergstraße 7 LageFlur: 1, Flurstück: 3/3         |              |         | 826560 DDB |
| Bild gesucht BW | Wegekreuz                  | Vogelsbergstraße (L 3196) LageFlur: 1, Flurstück: 18/9 |              |         | 826117 DDB |
| Bild gesucht BW | Ehemalige Schule           | Zum Talblick 1 LageFlur: 1, Flurstück: 74              |              |         | 826559 DDB |

### Kerbersdorf
| Bild            | Bezeichnung               | Lage                                                               | Beschreibung | Bauzeit | Objekt-Nr. |
| --------------- | ------------------------- | ------------------------------------------------------------------ | ------------ | ------- | ---------- |
| Bild gesucht BW | Baiersmühle               | Baiersmühle 49, In der Korbsalz LageFlur: 5, Flurstück: 24/2, 33/1 |              |         | 844140 DDB |
| Bild gesucht BW | Backhaus                  | Dorflage LageFlur: 3, Flurstück: 231/115                           |              |         | 826573 DDB |
| Bild gesucht BW | Ehemals Jagdhaus          | Im Eichwäldchen 4 LageFlur: 3, Flurstück: 98/3                     |              |         | 826564 DDB |
| Bild gesucht BW | Feuerwehr                 | Kirchberg 1 LageFlur: 3, Flurstück: 17/4                           |              |         | 826561 DDB |
| Bild gesucht BW | Mariengrotte              | Salztalstraße LageFlur: 4, Flurstück: 10/33                        |              |         | 826119 DDB |
| Bild gesucht BW | Ehrenmal                  | Schulweg 1/1a LageFlur: 3, Flurstück: 66/36                        |              |         | 826884 DDB |
| Bild gesucht BW | Schule mit Lehrerwohnhaus | Schulweg 1/1a LageFlur: 3, Flurstück: 66/36                        |              |         | 826562 DDB |
| Bild gesucht BW | Ehemals Schulborn         | Ulmbacher Straße 5 LageFlur: 4, Flurstück: 10/40                   |              |         | 826885 DDB |
| Bild gesucht BW |                           | Ulmbacher Straße 13 LageFlur: 3, Flurstück: 29/7                   |              |         | 826118 DDB |

### Mernes
| Bild            | Bezeichnung                  | Lage                                               | Beschreibung | Bauzeit | Objekt-Nr. |
| --------------- | ---------------------------- | -------------------------------------------------- | ------------ | ------- | ---------- |
| Bild gesucht BW | Katholische Kirche St. Peter | Brückenauer Straße LageFlur: 1, Flurstück: 69      |              |         | 826510 DDB |
| Bild gesucht BW | Ehrenmal                     | Brückenauer Straße LageFlur: 1, Flurstück: 69      |              |         | 826570 DDB |
| Bild gesucht BW | Wohnhaus                     | Brückenauer Straße 2 LageFlur: 1, Flurstück: 68    |              |         | 826077 DDB |
| Bild gesucht BW |                              | Brückenauer Straße 3 LageFlur: 2, Flurstück: 87/3  |              |         | 826566 DDB |
| Bild gesucht BW | Ehemalige Schule             | Brückenauer Straße 8 LageFlur: 1, Flurstück: 65    |              |         | 826078 DDB |
| Bild gesucht BW | Wohnhaus der Hofanlage       | Burgjosser Straße 8 LageFlur: 1, Flurstück: 173    |              |         | 826567 DDB |
| Bild gesucht BW | Bildstock                    | Dornstal LageFlur: 4, Flurstück: 21/2              |              |         | 826084 DDB |
| Bild gesucht BW | Friedhofskreuz               | Im Kammerfest LageFlur: 1, Flurstück: 58           |              |         | 826572 DDB |
| Bild gesucht BW |                              | Jossastraße 8 LageFlur: 2, Flurstück: 66           |              |         | 826079 DDB |
| Bild gesucht BW | Trafoturm                    | Mühlbachweg LageFlur: 2, Flurstück: 109            |              |         | 826565 DDB |
| Bild gesucht BW | Wegekreuz                    | Mühlbachweg LageFlur: 2, Flurstück: 121            |              |         | 826080 DDB |
| Bild gesucht BW |                              | Mühlbachweg 4 LageFlur: 2, Flurstück: 106/1        |              |         | 826571 DDB |
| Bild gesucht BW |                              | Mühlbachweg 6 LageFlur: 2, Flurstück: 107          |              |         | 826569 DDB |
| Bild gesucht BW |                              | Mühlbachweg 19 LageFlur: 2, Flurstück: 135/6       |              |         | 826568 DDB |
| Wasserwerk      | Wasserwerk                   | Salmünsterer Straße 21 LageFlur: 2, Flurstück: 136 |              |         | 826083 DDB |
| Bild gesucht BW |                              | Salmünsterer Straße 54 LageFlur: 3, Flurstück: 54  |              |         | 826082 DDB |
| Bild gesucht BW | Bildstock                    | Talstraße LageFlur: 1, Flurstück: 102/3            |              |         | 826081 DDB |

### Romsthal
| Bild            | Bezeichnung                       | Lage | Beschreibung                         | Bauzeit | Objekt-Nr. |
| --------------- | --------------------------------- | --- | ------------------------------------ | ------- | ---------- |
| Bild gesucht BW | Friedhof                          | Bornäcker LageFlur: 7, Flurstück: 34/1 |                                      |         | 826574 DDB |
| Bild gesucht BW | Grundschule                       | Georg-Kind-Straße 1 LageFlur: 10, Flurstück: 15/18 |                                      |         | 826575 DDB |
| Bild gesucht BW | Huttenschlößchen                  | Huttentalstraße 18, Im Dorfe, Huttentalstraße 26, Huttentalstraße 24, Huttentalstraße 22, Huttentalstraße 20, Hofgarten LageFlur: 9, Flurstück: 107/1, 108/1, 115/4, 115/5, 116/1, 118/1, 120/1, 21/2, 361/107 | mit Herrenhaus, Park und Einfriedung |         | 826121 DDB |
| Bild gesucht BW | Ehemals Post                      | Huttentalstraße 34 LageFlur: 10, Flurstück: 6/130 |                                      |         | 826576 DDB |
| weitere Bilder  | Katholische St. Franziskus-Kirche | Kirchstraße 1 LageFlur: 9, Flurstück: 339/116 |                                      |         | 826122 DDB |
| Bild gesucht BW | Gasthaus Huttischer Grund         | Kirchstraße 3 LageFlur: 9, Flurstück: 287/112 |                                      |         | 826577 DDB |
| Bild gesucht BW | Dorfmühle                         | Kirchstraße 5 LageFlur: 9, Flurstück: 21/3, 272/23, 273/25 |                                      |         | 826578 DDB |
| Bild gesucht BW | Backhaus                          | Kirchstraße 7 LageFlur: 9, Flurstück: 31 |                                      |         | 826123 DDB |
| Bild gesucht BW |                                   | Kirchstraße 14 LageFlur: 9, Flurstück: 33/7 |                                      |         | 924126 DDB |
| Bild gesucht BW | Hofanlage                         | Mühlbachstraße 5 LageFlur: 9, Flurstück: 97/5 |                                      |         | 826124 DDB |
| Bild gesucht BW |                                   | Mühlbachstraße 16 LageFlur: 9, Flurstück: 61/1 |                                      |         | 826125 DDB |
| Bild gesucht BW | Hofanlage                         | Mühlbachstraße 18 LageFlur: 9, Flurstück: 42/2 |                                      |         | 826126 DDB |
| Bild gesucht BW | Altenteiler                       | Zum Streufling 1, Mühlbachstraße 16 LageFlur: 9, Flurstück: 58/1, 61/1 |                                      |         | 826127 DDB |

### Salmünster
| Bild                                    | Bezeichnung                                       | Lage | Beschreibung                          | Bauzeit | Objekt-Nr. |
| --------------------------------------- | ------------------------------------------------- | --- | ------------------------------------- | ------- | ---------- |
| Villa Hoffmann                          | Villa Hoffmann                                    | Ahler Straße 2 LageFlur: 5, Flurstück: 96 |                                       |         | 826489 DDB |
| weitere Bilder                          | Wohnhaus                                          | Amtsgasse 2 LageFlur: 14, Flurstück: 294 |                                       |         | 826131 DDB |
| Stadtbefestigung                        | Stadtbefestigung                                  | Amtshof, Amtshof 2/3, Dammweg, Freihof, Freihof 3/10/12, Hüttengasse 9/10/12, Schwedenring, Schwedenstraße, Winkelgasse LageFlur: 14, Flurstück: 192, 269/1, 270/2, 273/6, 273/7, 273/9, 276/1, 277/1, 275/9, 276/1, 277/1, 28–34, 300/6–8, 304, 44/2, 44/3, 50, 55–61 |                                       |         | 826166 DDB |
| Bild gesucht BW                         | Grabstein Postmeister Blaschek                    | Amtshof 2 LageFlur: 14, Flurstück: 276/1 |                                       |         | 826581 DDB |
| weitere Bilder                          | Ehem. Post                                        | Amtshof 2 LageFlur: 14, Flurstück: 276/1 |                                       |         | 826580 DDB |
| weitere Bilder                          | Ehem. Gästehaus / Engelapotheke                   | Amtshof 3 LageFlur: 14, Flurstück: 270/6 |                                       |         | 826129 DDB |
| weitere Bilder                          | Ehem. Huttenschloss / Amtshof                     | Salmünster, Amtshof 4 LageFlur: 14, Flurstück: 269/2 |                                       |         | 826130 DDB |
| weitere Bilder                          | Heiligenhäuschen                                  | An der Häuser Hohle LageFlur: 1, Flurstück: 19/21 |                                       |         | 826874 DDB |
| Mauerrest Alter Friedhof                | Mauerrest Alter Friedhof                          | Bad Sodener Straße 2, 4, Bad Sodener Straße LageFlur: 5, Flurstück: 355, 357, 370, 371 |                                       |         | 826132 DDB |
| weitere Bilder                          | Hotel                                             | Bad Sodener Straße 29 LageFlur: 5, Flurstück: 32 |                                       |         | 826133 DDB |
| Bild gesucht BW                         | Güterhalle                                        | Bahnhofstraße LageFlur: 5, Flurstück: 457/2 |                                       |         | 826582 DDB |
|                                         |                                                   | Bahnhofstraße 13 LageFlur: 5, Flurstück: 63 |                                       |         | 826583 DDB |
| weitere Bilder                          | Bahnhof                                           | Bahnhofstraße 16 LageFlur: 5, Flurstück: 100/5 |                                       |         | 826134 DDB |
| weitere Bilder                          | Ehemaliges Brauhaus                               | Brauhausgasse 1 LageFlur: 14, Flurstück: 171 | Teil der Gesamtanlage Alter Stadtkern |         | 924881     |
| Wohnhaus Brauhausgasse 5                | Wohnhaus Brauhausgasse 5                          | Brauhausgasse 5 LageFlur: 14, Flurstück: 176 | Teil der Gesamtanlage Alter Stadtkern |         | 924813     |
| Wohnhaus Brauhausgasse 6                | Wohnhaus Brauhausgasse 6                          | Brauhausgasse 6 LageFlur: 14, Flurstück: 178/1 | Teil der Gesamtanlage Alter Stadtkern |         | 924852     |
| Bild gesucht BW                         | Ehrenmal                                          | Breslauer Straße (L 3216) LageFlur: 4, Flurstück: 132/4 |                                       |         | 826589 DDB |
| weitere Bilder                          | Antoniussäule                                     | Frankfurter Straße LageFlur: 14, Flurstück: 378/1 |                                       |         | 826135 DDB |
| Bild gesucht BW                         | Bildstock                                         | Frankfurter Straße LageFlur: 4, Flurstück: 152 |                                       |         | 826136 DDB |
| Bild gesucht BW                         | Brücke                                            | Frankfurter Straße LageFlur: 4, Flurstück: 151/4 |                                       |         | 826137 DDB |
| weitere Bilder                          | Ehrenmal 1871                                     | Frankfurter Straße (Ecke Schwedenring) LageFlur: 14, Flurstück: 378/1 | Kriegerdenkmal 1870/71                |         | 923898 DDB |
| weitere Bilder                          | Wohn- und Geschäftshaus                           | Frankfurter Straße 1 LageFlur: 14, Flurstück: 258 |                                       |         | 826138 DDB |
| Wohnhaus                                | Wohnhaus                                          | Frankfurter Straße 3 LageFlur: 14, Flurstück: 262/1 | Teil der Gesamtanlage Alter Stadtkern |         | 924878     |
| Wohnhaus                                | Wohnhaus                                          | Frankfurter Straße 4 LageFlur: 14, Flurstück: 38 | Teil der Gesamtanlage Alter Stadtkern |         | 924892     |
| Wohnhaus                                | Wohnhaus                                          | Frankfurter Straße 5 Lage | Teil der Gesamtanlage Alter Stadtkern |         | 924877     |
| weitere Bilder                          | Wohnhaus                                          | Frankfurter Straße 6 LageFlur: 14, Flurstück: 36/2 |                                       |         | 826139 DDB |
| Wohnhaus                                | Wohnhaus                                          | Frankfurter Straße 7 LageFlur: 14, Flurstück: 263 |                                       |         | 826140 DDB |
| weitere Bilder                          | Gasthaus                                          | Frankfurter Straße 11 LageFlur: 14, Flurstück: 285 |                                       |         | 826141 DDB |
| weitere Bilder                          | Wohnhaus                                          | Frankfurter Straße 21, Huttengasse 2 LageFlur: 14, Flurstück: 315, 316 |                                       |         | 826142 DDB |
| Wohnhaus mit Scheune                    | Wohnhaus mit Scheune                              | Frankfurter Straße 22 LageFlur: 14, Flurstück: 129 | Teil der Gesamtanlage Alter Stadtkern |         | 924905     |
| Wohnhaus                                | Wohnhaus                                          | Frankfurter Straße 23/25 LageFlur: 14, Flurstück: 325, 328/1 | Teil der Gesamtanlage Alter Stadtkern |         | 924869     |
| weitere Bilder                          | Wohnhaus                                          | Frankfurter Straße 26 LageFlur: 14, Flurstück: 136 |                                       |         | 826143 DDB |
| weitere Bilder                          | Wohnhaus                                          | Frankfurter Straße 28, 30 LageFlur: 14, Flurstück: 145, 146/2 |                                       |         | 826151 DDB |
| weitere Bilder                          | Wohnhaus                                          | Frankfurter Straße 29 LageFlur: 14, Flurstück: 333 |                                       |         | 826645 DDB |
| weitere Bilder                          | Wohnhaus                                          | Frankfurter Straße 31 LageFlur: 14, Flurstück: 334 |                                       |         | 826144 DDB |
| weitere Bilder                          | Ehem. Gasthaus 'Zum Schwan'                       | Frankfurter Straße 32 LageFlur: 14, Flurstück: 154/1 |                                       |         | 826145 DDB |
| weitere Bilder                          | Wohnhaus mit rückwärtiger Scheune                 | Frankfurter Straße 33 LageFlur: 14, Flurstück: 345 |                                       |         | 826146 DDB |
| weitere Bilder                          | Wohnhaus mit Scheune                              | Frankfurter Straße 34 LageFlur: 14, Flurstück: 164 |                                       |         | 826147 DDB |
| weitere Bilder                          | Wohnhaus                                          | Frankfurter Straße 36 LageFlur: 14, Flurstück: 225 | Teil der Gesamtanlage Alter Stadtkern |         | 924909     |
| weitere Bilder                          | Wohnhaus                                          | Frankfurter Straße 37 LageFlur: 14, Flurstück: 347 |                                       |         | 826611 DDB |
| weitere Bilder                          | Wohnhaus                                          | Frankfurter Straße 39 LageFlur: 14, Flurstück: 350 | Teil der Gesamtanlage Alter Stadtkern |         | 924845     |
| weitere Bilder                          | Wohnhaus                                          | Frankfurter Straße 45 LageFlur: 14, Flurstück: 367/1 | Teil der Gesamtanlage Alter Stadtkern |         | 924916     |
| weitere Bilder                          | Wohnhaus                                          | Frankfurter Straße 47, 49 LageFlur: 14, Flurstück: 368, 369 |                                       |         | 826886 DDB |
| Wohnhaus                                | Wohnhaus                                          | Frankfurter Straße 52/54 LageFlur: 14, Flurstück: 250/2, 251/2 | Teil der Gesamtanlage Alter Stadtkern |         | 924870     |
| weitere Bilder                          | Evangelische Versöhnungskirche                    | Frankfurter Straße 53 LageFlur: 4, Flurstück: 213/1 |                                       |         | 826148 DDB |
| weitere Bilder                          | Wohnhaus                                          | Frankfurter Straße 55 LageFlur: 4, Flurstück: 7 |                                       |         | 826149 DDB |
| weitere Bilder                          | Schleifrashof                                     | Salmünster, Frankfurter Straße 56/58 LageFlur: 14, Flurstück: 201/1 |                                       |         | 826150 DDB |
| weitere Bilder                          | Evangelisches Pfarrhaus                           | Frankfurter Straße 59 LageFlur: 4, Flurstück: 32/1 |                                       |         | 826584 DDB |
| weitere Bilder                          | Haus Elisabeth                                    | Frankfurter Straße 64, 66 LageFlur: 4, Flurstück: 209, 210 |                                       |         | 826587 DDB |
| weitere Bilder                          |                                                   | Frankfurter Straße 68 LageFlur: 4, Flurstück: 189/1 |                                       |         | 826588 DDB |
| weitere Bilder                          | Kirche St. Peter und Paul                         | Franziskanergasse LageFlur: 14, Flurstück: |                                       |         |            |
| Franziskanerkloster                     | Franziskanerkloster                               | Franziskanergasse LageFlur: 14, Flurstück: 366/8 |                                       |         |            |
| weitere Bilder                          |                                                   | Franziskanergasse 8, 9 LageFlur: 14, Flurstück: 344 |                                       |         | 826590 DDB |
| weitere Bilder                          |                                                   | Franziskanergasse 10 LageFlur: 14, Flurstück: 362/1 |                                       |         | 826160 DDB |
| weitere Bilder                          |                                                   | Franziskanergasse 13 LageFlur: 14, Flurstück: 337 |                                       |         | 826161 DDB |
| Brunnenpumpe                            | Brunnenpumpe                                      | Freihof 3 LageFlur: 14, Flurstück: 79 |                                       |         | 826601 DDB |
| Wohnhaus                                | Wohnhaus                                          | Freihof 4 LageFlur: 14, Flurstück: 45 | Teil der Gesamtanlage Alter Stadtkern |         | 949352     |
| Wohnhaus                                | Wohnhaus                                          | Freihof 11 LageFlur: 14, Flurstück: 51 | Teil der Gesamtanlage Alter Stadtkern |         | 924891     |
| Wohnhaus                                | Wohnhaus                                          | Freihof 14 LageFlur: 14, Flurstück: 63 | Teil der Gesamtanlage Alter Stadtkern |         | 924856     |
| Wohnhaus mit dahinter liegender Scheune | Wohnhaus mit dahinter liegender Scheune           | Zum Freihof 15/16 LageFlur: 14, Flurstück: 65, 66 | Teil der Gesamtanlage Alter Stadtkern |         | 924902     |
| Bild gesucht BW                         |                                                   | Gartenstraße 8 LageFlur: 4, Flurstück: 26 |                                       |         | 826162 DDB |
| Jüdischer Friedhof                      | Jüdischer Friedhof                                | Hanauer Landstraße LageFlur: 6, Flurstück: 67 |                                       |         | 924092 DDB |
| weitere Bilder                          | Wohnhaus                                          | Hirtengasse 1 LageFlur: 14, Flurstück: 248 |                                       |         | 826156 DDB |
| weitere Bilder                          |                                                   | Hirtengasse 2, 3 LageFlur: 14, Flurstück: 241, 244, 245 |                                       |         | 826592 DDB |
| weitere Bilder                          |                                                   | Hirtengasse 5 LageFlur: 14, Flurstück: 212 |                                       |         | 826593 DDB |
| weitere Bilder                          | Wohnhaus                                          | Hirtengasse 6, 8 LageFlur: 14, Flurstück: 214, 215, 216 |                                       |         | 826157 DDB |
| Wohnhaus                                | Wohnhaus                                          | Hirtengasse 10 LageFlur: 14, Flurstück: 217 | Teil der Gesamtanlage Alter Stadtkern |         | 924908     |
| Wohnhaus                                | Wohnhaus                                          | Hirtengasse 12 LageFlur: 14, Flurstück: 186/1 | Teil der Gesamtanlage Alter Stadtkern |         | 924816     |
| Bild gesucht BW                         | Friedhofskapelle, Friedhofskreuz, div. Grabsteine | Horthacker LageFlur: 3, Flurstück: 48, 49 |                                       |         | 826154 DDB |
| weitere Bilder                          |                                                   | Huttengasse 1 LageFlur: 14, Flurstück: 296 |                                       |         | 826158 DDB |
| Wohnhaus                                | Wohnhaus                                          | Huttengasse 4 LageFlur: 14, Flurstück: 317 | Teil der Gesamtanlage Alter Stadtkern |         | 924830     |
| Wohnhaus mit Stall und Scheune          | Wohnhaus mit Stall und Scheune                    | Huttengasse 5 LageFlur: 14, Flurstück: 318 | Teil der Gesamtanlage Alter Stadtkern |         | 924849     |
| weitere Bilder                          | Huttenhof                                         | Huttengasse 9 LageFlur: 14, Flurstück: 300/7 |                                       |         | 826595 DDB |
| Bild gesucht BW                         | Heublosbrücke                                     | Kinzig LageFlur: 13, Flurstück: 94 |                                       |         | 826155 DDB |
| weitere Bilder                          |                                                   | Klostergasse 1 LageFlur: 14, Flurstück: 374/1 |                                       |         | 826164 DDB |
| weitere Bilder                          | Ehemals Schule                                    | Klostergasse 5 LageFlur: 14, Flurstück: 382/1 |                                       |         | 826165 DDB |
| Wohnhaus mit Scheune                    | Wohnhaus mit Scheune                              | Mühlberg 3 LageFlur: 14, Flurstück: 91 | Teil der Gesamtanlage Alter Stadtkern |         | 924858     |
| weitere Bilder                          | Rathaus                                           | Rathausstraße 1 LageFlur: 14, Flurstück: 166 |                                       |         | 826167 DDB |
| Bild gesucht BW                         | Wohnhaus mit Scheune                              | Rathausstraße 5 LageFlur: 14, Flurstück: 223 |                                       |         | 826168 DDB |
| weitere Bilder                          |                                                   | Rathausstraße 6 LageFlur: 14, Flurstück: 224 |                                       |         | 826169 DDB |
| weitere Bilder                          |                                                   | Rückmühlenweg 7 LageFlur: 14, Flurstück: 195/1 |                                       |         | 826594 DDB |
| Bild gesucht BW                         | 'Gelbe Mühle'                                     | Rückmühlenweg 13, Mühlgraben LageFlur: 1, Flurstück: 146, 151/3 |                                       |         | 826153 DDB |
| Wohnhaus                                | Wohnhaus                                          | Sackgasse 1, Vogtgasse LageFlur: 14, Flurstück: 132/4, 140 |                                       |         | 826170 DDB |
| weitere Bilder                          |                                                   | Schwedenring 11 LageFlur: 14, Flurstück: 417 |                                       |         | 826596 DDB |
| Wohnhaus                                | Wohnhaus                                          | Schwedenring 12 LageFlur: 14, Flurstück: 420 | Teil der Gesamtanlage Alter Stadtkern |         | 924837     |
| Wohnhaus                                | Wohnhaus                                          | Schwedenring 13 LageFlur: 14, Flurstück: 424 | Teil der Gesamtanlage Alter Stadtkern |         | 924923     |
| Bild gesucht BW                         | Wohnhaus Schwedenring 16                          | Schwedenring 16 LageFlur: 14, Flurstück: 310 | Teil der Gesamtanlage Alter Stadtkern |         | 924822     |
|                                         |                                                   | Schwedenring 18a LageFlur: 14, Flurstück: 437 |                                       |         | 924127 DDB |
| weitere Bilder                          |                                                   | Schwedenring 23 LageFlur: 14, Flurstück: 440 |                                       |         | 826597 DDB |
| Bild gesucht BW                         | Keller                                            | Vogtgasse LageFlur: 14, Flurstück: 132/4 |                                       |         | 826598 DDB |
|                                         |                                                   | Vogtgasse 1 LageFlur: 14, Flurstück: 40 |                                       |         | 826171 DDB |
| Wohnhaus mit angrenzender Scheune       | Wohnhaus mit angrenzender Scheune                 | Vogtgasse 3/4 LageFlur: 14, Flurstück: 75, 76 | Teil der Gesamtanlage Alter Stadtkern |         | 924876     |
| Bild gesucht BW                         | Wohnhaus                                          | Vogtgasse 5/6 LageFlur: 14, Flurstück: 73, 69 | Teil der Gesamtanlage Alter Stadtkern |         | 924841     |
| weitere Bilder                          |                                                   | Vogtgasse 11 LageFlur: 14, Flurstück: 151/2 |                                       |         | 826172 DDB |
| weitere Bilder                          | Wohnhaus                                          | Vogtgasse 12 LageFlur: 14, Flurstück: 152 |                                       |         | 826173 DDB |
| Wohnhaus                                | Wohnhaus                                          | Vogtgasse 14 LageFlur: 14, Flurstück: 154/1 | Teil der Gesamtanlage Alter Stadtkern |         | 924805     |
| weitere Bilder                          | Ehemalige Synagoge                                | Vogtgasse 15 LageFlur: 14, Flurstück: 159 |                                       |         | 826174 DDB |
| Bild gesucht BW                         | Bildstock                                         | Weinstraße LageFlur: 1, Flurstück: 69/10 |                                       |         | 826875 DDB |
| weitere Bilder                          | Kreuz- o. Johanneskapelle mit Grabsteinen         | Wiesenauweg LageFlur: 4, Flurstück: 29 |                                       |         | 826152 DDB |
| Bild gesucht BW                         | Wohnhaus                                          | Winkelgasse 2 LageFlur: 14, Flurstück: 81 | Teil der Gesamtanlage Alter Stadtkern |         | 924862     |
| Wohnhaus                                | Wohnhaus                                          | Winkelgasse 3/4 LageFlur: 14, Flurstück: 82, 83/2 | Teil der Gesamtanlage Alter Stadtkern |         | 924885     |
| Wohnhaus mit Scheune                    | Wohnhaus mit Scheune                              | Winkelgasse 8 LageFlur: 14, Flurstück: 98 | Teil der Gesamtanlage Alter Stadtkern |         | 924896     |
|                                         |                                                   | Winkelgasse 8a LageFlur: 14, Flurstück: 86, 97 |                                       |         | 826175 DDB |
| Wohnhaus                                | Wohnhaus                                          | Winkelgasse 9 LageFlur: 14, Flurstück: 100/1 | Teil der Gesamtanlage Alter Stadtkern |         | 924897     |

### Wahlert
| Bild            | Bezeichnung | Lage                                        | Beschreibung | Bauzeit | Objekt-Nr. |
| --------------- | ----------- | ------------------------------------------- | ------------ | ------- | ---------- |
| Bild gesucht BW | Bildstock   | Salzstraße 2 LageFlur: 3, Flurstück: 53/4   |              |         | 826599 DDB |
| Bild gesucht BW |             | Salzstraße 9 LageFlur: 3, Flurstück: 14/24  |              |         | 826178 DDB |
| Bild gesucht BW | Ehrenmal    | Weisse Gasse LageFlur: 3, Flurstück: 129/20 |              |         | 826177 DDB |

## Ehemalige Kulturdenkmäler

### Salmünster
| Bild                                    | Bezeichnung | Lage                           | Beschreibung            | Bauzeit | Objekt-Nr. |
| --------------------------------------- | ----------- | ------------------------------ | ----------------------- | ------- | ---------- |
| Direkt Bild zu diesem Denkmal hochladen |             | Salmünster, Bad Sodener Straße | Kreuz am alten Friedhof |         |            |
| Direkt Bild zu diesem Denkmal hochladen | Gefängnis   | Salmünster, Dammweg 14         |                         |         |            |
| Direkt Bild zu diesem Denkmal hochladen | Wohnhaus    | Bad Soden, Sprudelallee 11     |                         |         |            |
| Direkt Bild zu diesem Denkmal hochladen | Wohnhaus    | Bad Soden, Sprudelallee 13     |                         |         |            |